# Egon Renner

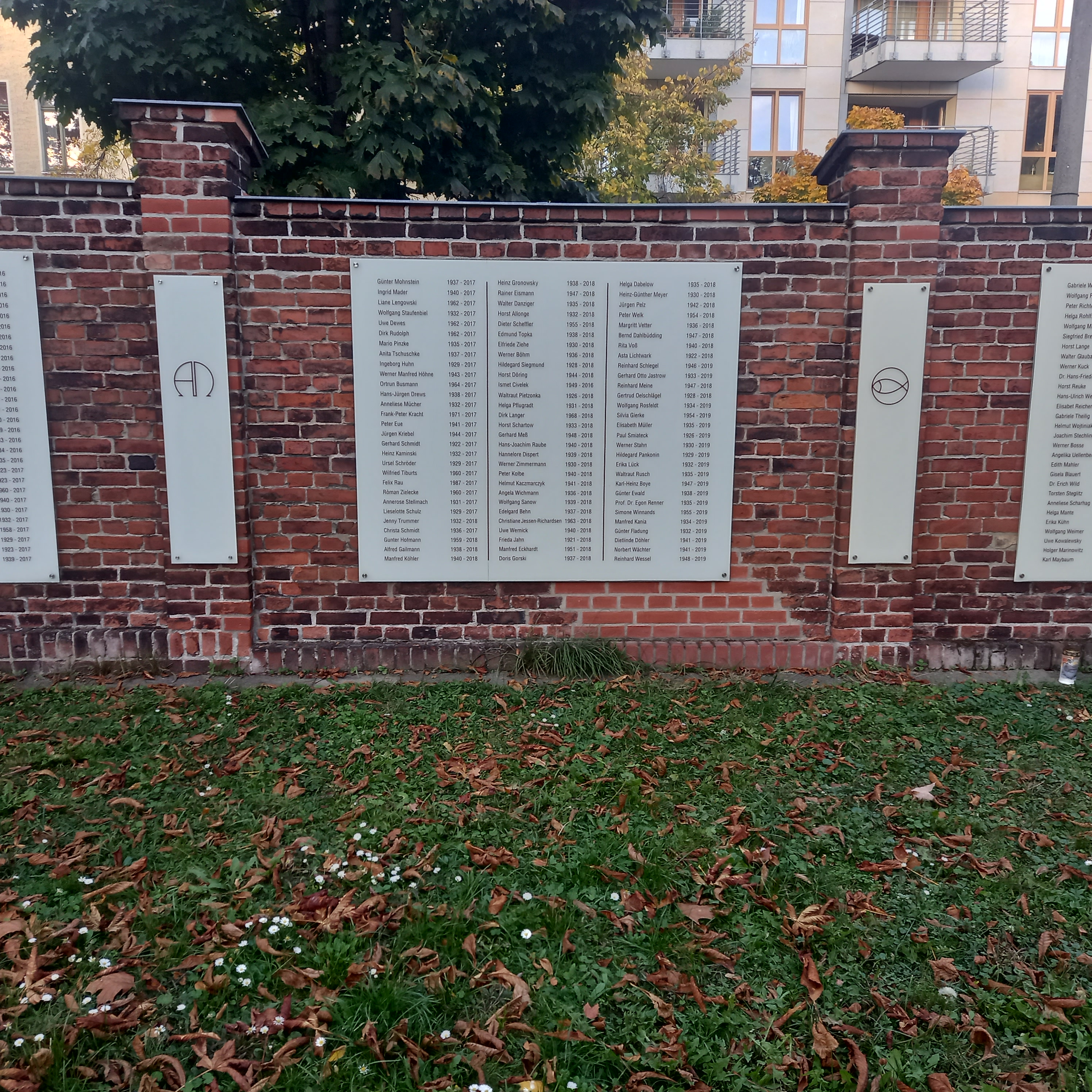
Das Grab von Egon Renner auf dem Friedhof II der Sophiengemeinde Berlin

Egon Renner (* 13. Januar 1935; † 7. März 2019) war ein deutscher Ethnologe und Altamerikanist.

## Leben
Renner arbeitete zunächst als Handwerker und studierte Ende der 1950er-Jahre in Rom Malerei. Bei Heinz-Jürgen Pinnow lernte er indigene Sprachen Nordamerikas. Mit einer Arbeit über Die Kognitive Anthropologie: Aufbau und Grundlagen eines ethnologisch-linguistischen Paradigmas wurde er 1978 bei Wolfgang Rudolph an der Freien Universität (FU) Berlin in Ethnologie promoviert. 
Ab 1988 hatte er einen Lehrauftrag an der FU Berlin. Mit Erich Kasten und Michael Dürr organisierte Renner 1992 die Ausstellung zum 50. Todesjahr von Franz Boas an der Staatsbibliothek zu Berlin. Er lehrte von 1997 bis 2005 als Honorarprofessor für nordamerikanische Ethnologie in der Altamerikanistik am Lateinamerika-Institut der FU Berlin. Er lehrte zur US-amerikanischen Cultural anthropology und forschte zu den Native Americans und First Nations Nordamerikas.

## Schriften (Auswahl)
- Die kognitive Anthropologie. Aufbau und Grundlagen eines ethnologisch-linguistischen Paradigmas. Berlin 1980, ISBN 3-428-04676-5.
- Kognitive Anthropologie versus ethnologischer Historismus. Zur Situation der deutschen Ethnologie und ihrer Ausbrecher. Nortorf 1988, OCLC 76383647.
- Der Umgang mit der interdisziplinären Evolutionstheorie der amerikanischen Ethnologie. Nortorf 1990, OCLC 76383671.
- Das Institut für Ethnologie der Freien Universität Berlin. Entwicklungen und Leistungen von den Anfängen bis zur Gegenwart. Ludwigsfelde 2016, ISBN 3-933022-86-X.